# Wapen van Vleuten

Het wapen van Vleuten

Het wapen van Vleuten werd op 11 september 1816 per besluit van de Hoge Raad van Adel bij de Utrechtse gemeente Vleuten in gebruik bevestigd. De gemeente is op 1 januari 1954 opgegaan in de gemeente Vleuten-De Meern, waarna het wapen is opgegaan in het wapen van Vleuten-De Meern.

## Blazoenering
De blazoenering van het wapen luidt als volgt:
Van goud, beladen met een halve klimmende leeuw van keel, getongd en geklauwd van azuur.
Het wapen is geheel goud van kleur met daarop een de bovenste helft van een rode leeuw met blauwe tong en nagels. In dit geval zijn de achterpoten van de leeuw niet afgebeeld. De leeuw vertoont overeenkomsten met de Hollandse Leeuw.

## Geschiedenis
De familie Van Vleuten gebruikte volgens het Wapenboek Gelre een gelijk wapen. Of er een verband is met het wapen van Holland, en of het daarmee om de Hollandse Leeuw gaat, is niet bekend. De gemeente is op 1 januari 1954 opgegaan in de gemeente Vleuten-De Meern. Het wapen van Vleuten is vanaf die datum buiten gebruik gesteld, maar werd op 5 mei 1958 opgenomen als het eerste kwartier van het wapen van Vleuten-De Meern.

## Overeenkomstige wapens

Wapen van Vleuten-De Meern
Wapen van het Graafschap Holland